# Visborg
Visborg is een plaats in de Deense regio Noord-Jutland, gemeente Mariagerfjord. Visborg ligt 3 km ten noordoosten van Hadsund, maar de bebouwing van beide plaatsen is dermate naar elkaar toegegroeid dat ze in feite nog slechts 200 m van elkaar liggen.
Vlak bij Visborg ligt kasteel Visborggård.
Van 1900 tot 1969 was Visborg een halteplaats langs de Aalborg-Hadsund Jernbane.